# Вербовая (приток Конки)
Вербовая (укр. Вербова) — левый приток реки Конка, расположенный на территории Пологовского и Ореховского районов (Запорожская область, Украина).

## География
Длина — 35 км. Площадь водосборного бассейна — 225 км². На протяжении почти всей длины пересыхает. Создано несколько прудов.
Берёт начало восточнее села Андреевское. Река течёт на северо-запад. Впадает в реку Конка (на 71-м км от её устья) в городе Орехов.
Притоки: нет крупных.
Населённые пункты (от истока к устью):
1. Андреевское
2. Романовское
3. Вербовое
4. Новоданиловка
5. Орехов